# Suhl
Suhl település Németországban, azon belül Türingiában. Lakosainak száma 36 986 fő (2023. december 31.). Suhl Schmalkalden-Meiningen, Ilm-Kreis és Hildburghausen községekkel határos.

## Gazdaság
Itt működött a Simson fegyver- és járműgyártó vállalat.

## Népesség
A település népességének változása:
| Lakosok száma | 25 497 | 49 849 | 48 025 | 38 776 | 35 967 | 35 665 | 36 778 | 35 166 | 36 054 | 36 986 |
|               | 1960   | 1981   | 2000   | 2010   | 2012   | 2013   | 2015   | 2017   | 2021   | 2023   |